# Marta Extramiana
Marta Extramiana González (Vitoria, Álava. 1964) es escritora, ilustradora y diseñadora gráfica española.

## Biografía
Licenciada en Bellas Artes e Historia del Arte, ha trabajado como ilustradora, diseñadora, profesora de diseño gráfico y de historia de la moda entre otras cosas. En 2003, redactó su tesina sobre el «cementerio de Santa Isabel de Vitoria», trabajo dirigido por Ana de Begoña. Ha escrito también cuentos y guiones cortos.

## Obras
- Juglare bati gertatu zitzaion istorio ikaragarria eta berari esker umeek lortutako ezagutza ugari eta onak (Arabarri, 2008)
- 57.072 m2 de arte y memoria: Cementerio de Santa Isabel de Vitoria-Gasteiz  (Ayuntamiento de Vitoria, Servicio de Congresos y Turismo , [¿2012?]).[4]
- El caso de los amores proscritos: los archivos secretos del Ateneo (Las Modernas, 2016).[5]
- El caso de la patulea y un viaje a París (Las Modernas, 2017).
- De ceniza y musgo  ilustraciones Marta Extramiana (Única Puerta a la Izquierda, 2018)